# Truro (Kanada)
Truro (do 1759 Cobequid) – miasto (town) w kanadyjskiej prowincji Nowa Szkocja, ośrodek hrabstwa Colchester, podjednostka podziału statystycznego (census subdivision). Według spisu powszechnego z 2016 obszar miasta to: 34,49 km², a zamieszkiwało wówczas ten obszar 12 261 osób, cały obszar miejski (population centre) – 22 954 osoby, natomiast aglomerację (census agglomeration) – 45 753 osoby.
Centralnie w ramach prowincji położona miejscowość, pierwotnie zasiedlona przez ludność francuskojęzyczną (Akadyjczycy) nosiła miano Cobequid, dopiero po ich deportacji i zasiedleniu tego terenu w 1759 przez angielskojęzycznych przybyszów z Nowej Anglii i ulsterskich Szkotów otrzymała nazwę od kornwalijskiego Truro, a w 1875 otrzymała status miasta (town), z którym związana była przez dziesięciolecia rodzina Stanfieldów.